# Fase IV: distruzione Terra
Fase IV: distruzione Terra (Phase IV) è un film del 1974 diretto da Saul Bass.
Da una bozza della sceneggiatura fu tratto il romanzo omonimo Fase IV di Barry N. Malzberg (pubblicato nel 1973, 10 mesi prima dell'uscita del film). Fu l'unico lungometraggio diretto dal designer pubblicitario statunitense Bass, noto per le sequenze iniziali di molti film.

## Trama
Le formiche si stanno organizzando. La Terra degenera, i pianeti si allineano in modo sfavorevole. In un piccolo paese dell'Arizona tre personaggi stanno affrontando la ribellione degli insetti. Inizialmente persuasi che si tratti di un fenomeno isolato, due scienziati e una ragazza si ritrovano assediati dalle formiche. Bisogna cercare di capire la ragione della rivolta e tentare una comunicazione.

## Scene estese tagliate
Verso il finale del film, nella versione estesa, viene mostrato un percorso onirico surreale dei due personaggi superstiti. Queste scene vennero tolte subito dopo, su richiesta del regista stesso, poiché esse confondevano il finale del film.

## Produzione
Il film, una coproduzione statunitense-britannica, fu prodotto da Alced Productions e Paramount Pictures.
Gli interni del film furono girati ai Pinewood Studios in Inghilterra mentre gli esterni furono girati in Kenya, in Africa anche se il film è ambientato nel deserto dell'Arizona negli Stati Uniti.

## Accoglienza e critica
Il film fu un fiasco al botteghino e rimase l'unico lungometraggio diretto da Bass. Da allora la pellicola ha conquistato un certo seguito da piccolo film di culto a causa della messa in onda in televisione a partire dal 1975, venendo anche trattato nella serie Mystery Science Theater 3000.
Alla sua distribuzione iniziale nei cinema il film ebbe critiche in parte negative. In una recensione negativa, la rivista Variety lo correlava ai film di mostri degli anni cinquanta in cui figuravano insetti giganti. Time Out London scrisse che gli effetti speciali avevano assunto la priorità sulle idee.  A. H. Weiler del New York Times scrisse che "Per tutte le buone intenzioni, scientifiche e umane," Fase IV "piange per avere una fase V di spiegazioni più soddisfacenti."
La critica successiva ha in parte rivalutato il film.
Pregevoli sono le riprese documentaristiche filmate da Ken Middleham.»
(Fantafilm)

## Opere derivate
Dalla bozza della sceneggiatura di Mayo Simon, fu tratto il romanzo omonimo Fase IV di Barry N. Malzberg, pubblicato nel 1973, 10 mesi prima dell'uscita del film.
L'autore terminò la scrittura del romanzo rapidamente, in meno di una settimana, partendo non dalla sceneggiatura definitiva, bensì da un semplice canovaccio, mancante anche dei dialoghi. Ebbe così l'idea di intervallare nel racconto estratti del diario di uno dei protagonisti, utilizzando tale artificio narrativo per ampliare il testo, altrimenti troppo scarno. Nel film, uscito dieci mesi dopo la pubblicazione del romanzo, si fa uso di molti brani tratti dal diario ideato dallo scrittore e interpretati da una voce narrante senza che Malzberg sia citato nei crediti finali dell'opera cinematografica.